# Jenny from the Block
〈Jenny from the Block〉은 제니퍼 로페즈의 노래이며, 래퍼 제이다키스와 스타일스 P가 피처링을 맡았다. 세 번째 정규 앨범 《This Is Me... Then》의 리드 싱글이다. 빌보드 핫 100 3위와 영국 싱글 차트 3위를 한 곡이다.